# Nikulás saga erkibiskups
Nikulás saga erkibiskups (en español la saga del arzobispo Nicolás) es una saga nórdica escrita en el siglo XIV por Bergur Sokkason. La obra se conserva como manuscrito en el documento AM 640 4.º del Instituto Árni Magnússon para los Estudios Islandeses. En esta saga, Bergur Sokkason aparece citado como compilador.